# Fuiste mía
«Fuiste mía» es una canción del dúo argentino MYA y del dúo estadounidense Ha*Ash. Se lanzó oficialmente el 25 de febrero de 2021, bajo la distribución de Sony Music Argentina.

## Antecedentes y lanzamiento
Tras el lanzamiento de su álbum debut Hoy (2019), a principios de 2020, MYA afirmó que su segundo álbum de estudio o posiblemente un EP ya estaba en desarrollo, es por ello que comenzó a lanzar diversos sencillos durante ese año y 2021 como «Histeriqueo», «Una y mil veces», entre otros. Por su parte Ha*Ash, tras el embarazo y nacimiento de la hija de Hanna en 2020, el dúo se dio un descanso musical, siendo su último material inédito su quinto álbum de estudio 30 de febrero de 2017. Los años siguientes el dúo solo publicó un disco en directo Ha*Ash: En vivo (2019), y dos EP, Spotify Singles (2018) y Lo más romántico de: Ha*Ash (2021), que consistió en recopilaciones de temas anteriores.
El 22 de febrero de 2021, ambos artistas confirmaron el sencillo a través de sus redes sociales con su portada y fecha oficial de lanzamiento.  Junto con su anuncio divulgan un enlace para preguardar el sencillo en la plataforma Spotify. El 23 de febrero, MYA publicó un adelanto de la canción en sus redes sociales. Al día siguiente la canción fue lanzada de manera exclusiva por Radio Disney Latinoamérica.

## Composición y producción
«Fuiste mía» fue escrita por Maxi Espindola, Agustín Bernasconi, Esteban Noguera y Andy Clay, bajo la producción de Mapache producciones, el equipo de trabajo que se encargó de los últimos de sencillos de MYA. La mezcla fue realizada por Curt Schneider y la masterización fue llevada a a cabo por Dave Kutch. Sobre la colaboración con Ha*Ash, el dúo MYA comentó: «Admiramos mucho a las chicas desde hace varios años, tenerlas en una canción nuestra es realmente un sueño». Espíndola profundizó el tema comentando: «Las admiramos y las seguimos desde hace mucho tiempo, con 'Fuiste Mía' se nos vino al instante la idea de sumarlas y rogamos que les gustara la canción».

## Video musical
El video musical de «Fuiste mía» debido a la pandemia por COVID-19 fue grabado por ambos artistas por separado, MYA lo grabó en Buenos Aires, Argentina, mientras que Ha*Ash hizo lo propio en Houston, Estados Unidos. Fue dirigido por Martin Seipel, en el clip se muestra una pareja (Malena Narvay y Sebastián Sinnott) que lucha por volver a verse frente a frente, pero un espejo se interpone entre los dos, el material audiovisual hace referencia la línea divisoria que se menciona en la canción.

## Créditos y personal
Créditos adatados de Genius.
- Ashley Grace - voz, artista principal
- Hanna Nicole - voz, artista principal
- Maxi Espindola - voz, composición, ingeniería de grabación, artista principal
- Agustín Bernasconi - voz, composición, artista principal
- Esteban Noguera - composición
- Andy Clay - composición
- Juan Pablo Isaza Piñeros - producción (Mapache), programación, guitarra, teclados, ingeniería de grabación
- Pablo Benito Revollo Bueno - producción (Mapache), programación, guitarra, teclados, ingeniería de grabación
- Nicolás González Londoño - producción (Mapache), programación, teclados, ingeniería de grabación, órgano B3
- Alan Ortega - ingeniería de grabación
- Jean Rodríguez - ingeniería de grabación, producción vocal (Ha*Ash)
- Curt Schneider - ingeniería de mezcla
- Dave Kutch - ingeniería de masterización
- Andrés Torres - batería

## Posicionamiento en listas
| Listas (2021)                      | Mejor posición |
| ---------------------------------- | -------------- |
| Argentina (Argentina Hot 100)      | 74             |
| Argentina (Monitor Latino)         | 15             |
| Costa Rica (Monitor Latino)        | 10             |
| Estados Unidos (LyricFind Global)  | 11             |
| Estados Unidos (LyricFind U.S)     | 9              |
| Guatemala Tocadas (Monitor Latino) | 13             |
| Paraguay (SGP)                     | 83             |

## Historial de lanzamiento
| País   | Fecha                 | Formato          | Discográfica         | Ref   |
| ------ | --------------------- | ---------------- | -------------------- | ----- |
| Varios | 25 de febrero de 2021 | Streaming        | Sony Music Argentina | [ 1 ] |
| Varios | 27 de febrero de 2021 | descarga digital | Sony Music Argentina | [ 4 ] |